# Shirley McGreal
Shirley McGreal OBE (4 tháng 5 năm 1934 - 20 tháng 11 năm 2021) là một nhà bảo tồn và hoạt động vì quyền lợi động vật người Anh. Bà đã thành lập Liên đoàn Bảo vệ Linh trưởng Quốc tế.

## Đầu đời
McGreal tên khai sinh Shirley Pollitt, sinh ngày 4 tháng 5 năm 1934 ở Mobberley, Cheshire. Cha mẹ là Kate (nhũ danh Pearson) và Allan Pollitt, một giám đốc ngân hàng. Bà có một người chị em song sinh, tên là Jean.
Bà học tiếng Latinh và tiếng Pháp tại Royal Holloway, Đại học London. Bà tốt nghiệp năm 1955. Bà học tiếng Pháp sau đại học tại Đại học Illinois. Bà nhận bằng Tiến sĩ giáo dục năm 1971 tại Đại học Cincinnati.

## Sự nghiệp
McGreal tham gia bảo vệ động vật vào năm 1971 khi bà ở Thái Lan. Tại sân bay Bangkok, bà nhìn thấy những chiếc thùng đựng những con khỉ đang được chuyển đi để buôn bán. Bà tìm kiếm một tổ chức có thể cứu những con vật nhưng không tìm thấy. Năm 1973, bà thành lập Liên đoàn Bảo vệ Linh trưởng Quốc tế. Bà định cư trụ sở của tổ chức ở Summerville, Nam Carolina và khởi xướng một khu bảo tồn khỉ vượn.
Bà đã đạt được lệnh cấm xuất khẩu động vật linh trưởng ở Ấn Độ và Bangladesh, đồng thời phản đối việc sử dụng loài động vật này tại phòng thí nghiệm của Đại học California, Davis của chính phủ Hoa Kỳ và Viện nghiên cứu sinh vật học phóng xạ của Lực lượng vũ trang Hoa Kỳ. Bà đã phát hiện ra một hoạt động buôn lậu trong đó các loài linh trưởng được gửi từ các quốc gia khác đến Singapore để xuất khẩu. Bà tiết lộ hoạt động này trong một bài báo trên tờ Bangkok Post, dẫn đến hành động của chính phủ Singapore. Bà lập luận chống lại việc cho an tử những con tinh tinh được sử dụng trong nghiên cứu y tế, nói rằng chúng xứng đáng được "nghỉ hưu tử tế".
Mặc dù chê bai việc sử dụng động vật trong nghiên cứu, bà thừa nhận rằng việc này sẽ vẫn tiếp diễn nên đã ủng hộ việc tạo điều kiện và chất lượng cuộc sống tốt hơn cho chúng.
Năm 1983, bà đã viết một lá thư cho biên tập viên của Journal of Medical Primatology chỉ trích nhà sản xuất Áo Immuno AG, vì các đối xử với động vật trong nghiên cứu của họ. Immuno đáp lại bằng cách buộc tội McGreal phỉ báng. Mặc dù lập luận rằng bức thư là một ý kiến và do đó không mang tính chất bôi nhọ, McGreal đã dàn xếp thua kiện vì chi phí duy trì vụ kiện.

## Đời tư
Bà kết hôn với John McGreal, một kỹ sư vào năm 1960. Họ sống ở Ấn Độ và Thái Lan, nơi ông đang làm việc cho Liên Hợp Quốc.. Bà qua đời tại nhà riêng tại khuôn viên khu bảo tồn mà bà đã khởi xướng tại Summerville, Nam Carolina vào ngày 20 tháng 11 năm 2021, ở tuổi 87.

## Giải thưởng
- Huân chương Đế quốc Anh, 2008[2]
- Nhóm Tội phạm Động vật Hoang dã Interpol và Liên đoàn Cảnh sát Hà Lan, 1994[5]